# Edifici Mitre
L'Edifici Mitre és un edifici situat a la Ronda del General Mitre de Barcelona amb façana posterior que dona al Carrer Buïgas, construït entre els anys 1960 i 1964. Fou dissenyat per l'arquitecte Francisco Juan Barba Corsini en llenguatge racionalista típic de mitjans de segle xx. És una obra inclosa a l'Inventari del Patrimoni Arquitectònic de Catalunya.

## Descripció
L'edifici consta de 298 apartaments repartits en 11 plantes. Destaquen els 276 apartaments de 46 m² que van ser tota una innovació en el moment de la seva construcció per la seva distribució flexible. Més enllà de la distribució i la tipologia d'habitatges aquest projecte va molt més enllà. Francisco Juan Barba Corsini deia que aquest projecte el va elaborar amb una intenció ben clara, la de crear un edifici que permetés una manera de viure diferent, la més feliç possible. L'edifici incorpora en el seu programa tota mena de serveis que busquen simplificar la vida dels seus habitants. En la planta baixa de l'edifici hi va ubicar una farmàcia, una guarderia infantil, una bugaderia, un snackbar, etc. tot un seguit de serveis a la disposició dels habitatges format reduït que hi havia a les plantes superiors.
Davant de la façana principal l'arquitecte va alliberar tot un espai amb la intenció que servis als veïns com a espai de relació entre ells. Actualment hi ha situades terrasses i s'ha convertit en un espai de trobada per a la gent del barri.

## Emplaçament
La superfície de l'emplaçament estava conformat originàriament per diverses parcel·les amb propietaris diferents. De la unió d'aquestes parcel·les hi va resultar un gran solar. Corsini va fer un estudi del solar i va realitzar una proposta alternativa a la del planejament urbanístic vigent d'aleshores. En comptes de crear un volum alineat als dos carrers contigus hi va col·locar un volum rectangular situat paral·lelament només al Carrer Buïgas. D'aquesta forma es va generar al seu voltant un espai lliure enjardinat i d'aparcament. L'esquema de l'edifici és amb dos cossos paral·lels separats de manera que generaven un espai d'il·luminació al mig. El bloc es divideix en 7 mòduls, 6 d'aquests són gairebé identics. Els mòduls s'articulen cadascun d'ells per un nucli de connexió vertical (escala i ascensor).

## Sistema constructiu
El material principal emprat per a la construcció de l'Edifici Mitre és el formigó armat. Es va utilitzar a base d'encofrats Bitner els quals van permetre una construcció més ràpida. Els tancaments estaven conformats a base de fusteries metàl·liques a l'exterior i fusta a l'interior. Els paviments interiors seguien processos més tradicionals com el mosaic hidràulic i a les escales el terratzo.

## Programa
Un dels punts més importants del projecte és la mida dels habitatges, de dimensions molt reduïdes. La distribució del programa i l'organització d'aquest van contribuir a reforçar la idea d'un estil de vida modern i innovador. Per a publicitar i promocionar els apartaments es va editar un fullet, és un quadern apaïsat on es donen indicacions de tot allò que oferia l'edifici. A l'interior es trobava una explicació dels serveis, els tipus d'apartaments que hi havia i fins i tot propostes de moblament per als pisos.
Mitre va ser fruit de l'encàrrec diversos propietaris. Es tractava de projectar habitatges de lloguer amb programes adequats per a diferents tipus d'inquilins, majoritàriament eren pisos de dos dormitoris. L'objectiu era treure el màxim partit a cada una de les entitats però alhora mirar de millorar l'estàndard de vida d'aquell moment. Es van plantejar diverses solucions en el mateix edifici: per a un matrimoni sense fills, per a un matrimoni amb un fill, amb dos i amb tres. També s'hi va considerar la possibilitat d'unir dos dels pisos per a poder donar cabuda a famílies més grans. A més a més, pel que fa a la distribució dels pisos els feien molt versàtils mitjançant portes corredisses o solucions innovadores com la de la doble porta en el lavabo.

## Façana
La façana, seguint una mateixa línia, intenta fugir de composicions absolutes. Alguns pisos disposen de terrasses, d'altres no. Es va treballar amb detalls com els de les baranes que permetien una bona visibilitat des de l'interior cap a fora. Tot l'esforç es va centrar en la façana principal deixant a la part posterior una composició plana, a base d'una espècie de mur cortina de vidre. Es va fer una composició de color a base de blancs i blaus.